# Pietro Mengoli
Pietro Mengoli (Bologna, 1626. - Bologna, 1686.) olasz matematikus.

## Életútja

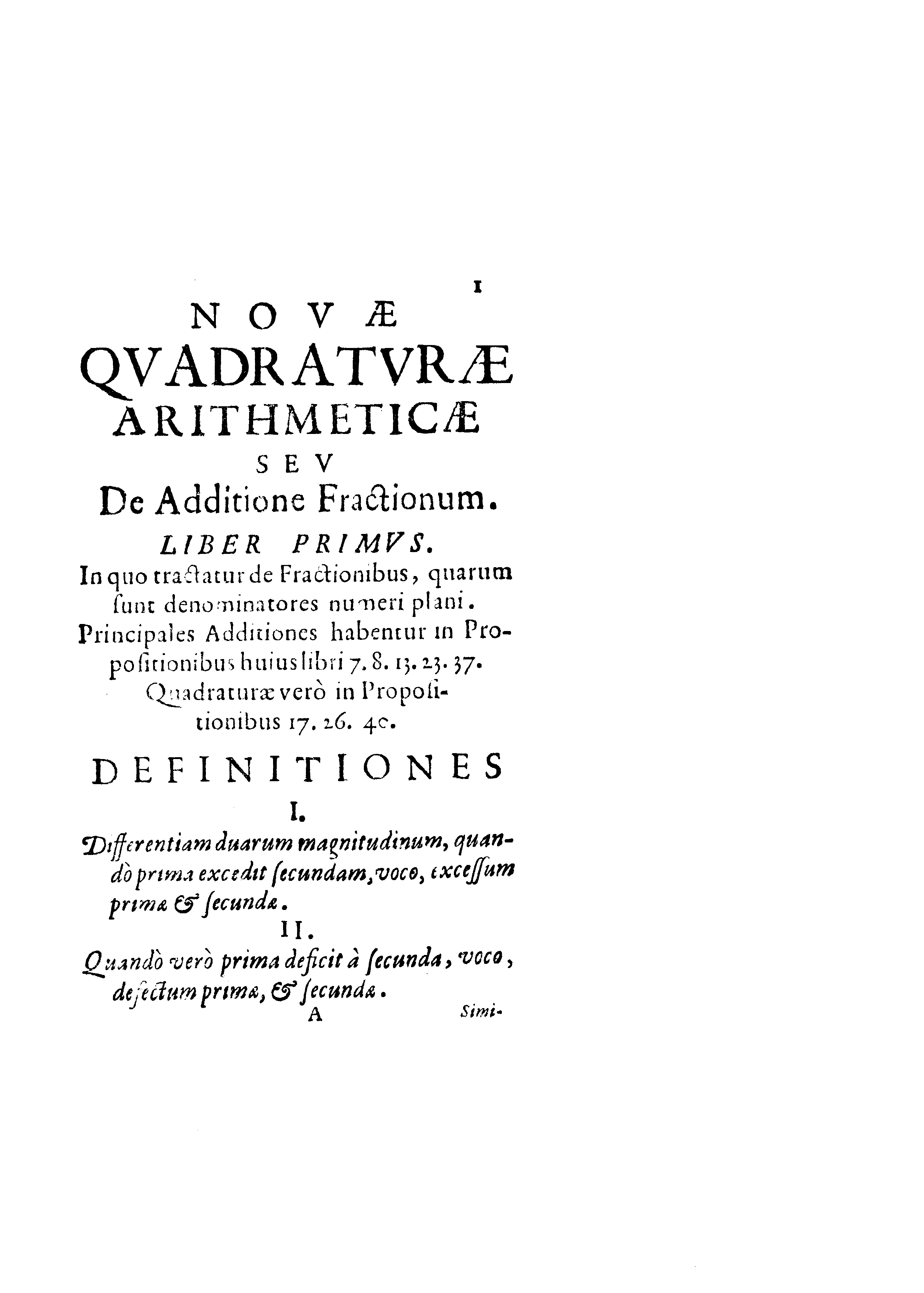
Novae quadraturae arithmeticae, 1650

A Bolognai Egyetemen tanult Bonaventura Cavalierivel együtt. 1647-ben őt váltotta a professzori székben és ezt a posztot élete hátra lévő részében (39 év) be is töltötte.
1644-ben felvetette a Bázeli-problémát, amelyet csak Euler tudott megoldani 1735-ben.